# Margherita Guarducci
Margherita Guarducci (Florencia, 20 de diciembre de 1902 - Roma, 2 de septiembre de 1999) fue una arqueóloga y epigrafista italiana, especialista en Epigrafía griega y Epigrafía paleocristiana.

## Carrera académica
Alumna del arqueólogo Federico Halbherr en su juventud, fue una de las primeras arqueólogas de la Misión Arqueológica Italiana en Creta (desde 1910 convertida en Escuela Arqueológica Italiana de Atenas) y en calidad de tal publicó la obra de su maestro, las Inscriptiones Creticæ, que recogían las inscripciones en lengua griega y latina de la isla de Creta, entre las cuales estaba la Gran Ley de Gortina, el mayor código jurídico que la Antigüedad nos ha transmitido. Con esta publicación Margherita Guarducci se ganó fama internacional.
Obtenido en 1931 un puesto de profesora de Epigrafía y Antigüedad Griega en la Universidad de Roma "La Sapienza", lo mantuvo hasta 1973, aunque siguió enseñando hasta 1978 en la Escuela Nacional de Arqueología de Roma, entidad de la que también fue directora. A su periodo como profesora se remontan sus obras sobre la didáctica de la epigrafía griega: los cuatro volúmenes de Epigrafía Greca (Epigrafía griega) y el volumen de compendio L'epigrafía greca dalle origini al tardo Imperio (La epigrafía griega de los orígenes al Bajo Imperio). Su nombre está ligado al descubrimiento, bajo la Basílica de San Pedro del Vaticano, de la tumba del apóstol San Pedro, en 1965. Al término de su carrera académica fue nombrada Profesora Emérita de la Universidad de Roma "La Sapienza". Después de ser miembro correspondiente de la Academia Nacional de los Linces desde 1956, en 1969 se convirtió en miembro nacional y miembro también de la Pontificia Academia Romana de Arqueología. Obtuvo dos doctorados honoris causa por la Universidad Católica de Milán y la Universidad de Rennes. Sus obras están hoy publicadas por el Instituto Poligráfico y Casa de la Moneda Estatal (en italiano, Istituto Poligrafico e Zecca dello Stato).

## Los años en Creta y lasInscriptiones Creticæ

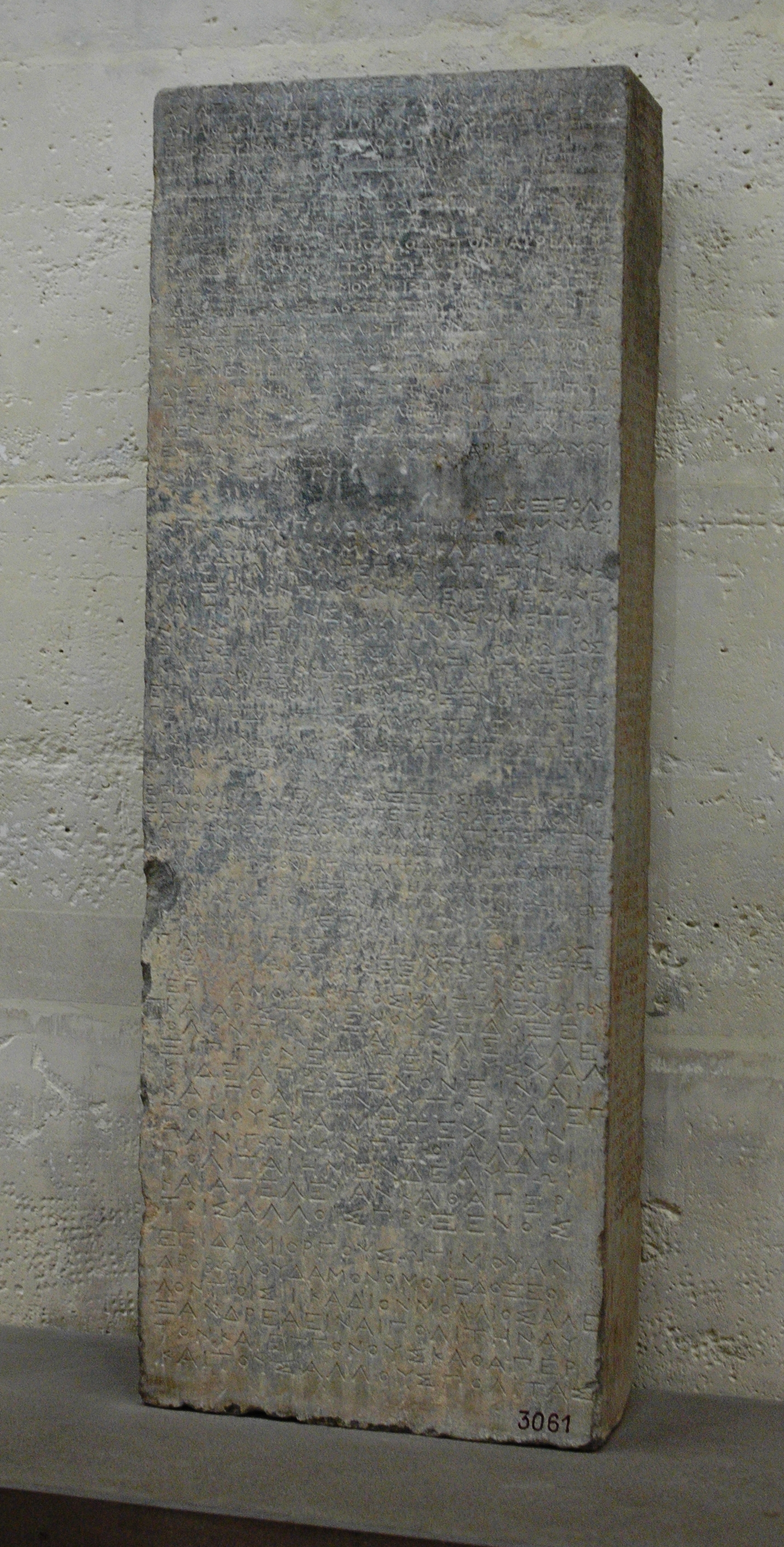
Ejemplo de inscripción epigráfica en piedra cretense como las estudiadas por Margherita Guarducci.

Licenciada en Bolonia en 1924, asistió a la Escuela Nacional de Arqueología en Roma y, desde 1927, en Atenas. La suya fue una de las primeras presencias femeninas de la arqueología italiana en Grecia. Era entonces directora de la Escuela Alessandro Della Seta y el responsable de las excavaciones en la isla de Creta, presente en territorio griego ya desde 1880, era Federico Halbherr, de quien acabaría siendo la alumna predilecta, en las excavaciones de la ciudad cretense de Gortina, que continuaría también tras la muerte de Halbherr, en 1930. Una vez asumida la dirección de la Misión Cretense por Louis Pernier, Guarducci, cuyos intereses giraban marcadamente alrededor de la disciplina epigráfica, se puso el objetivo de acabar la obra de su maestro, es decir, de recoger en un único corpus las inscripciones griegas y latinas de Creta posteriores al siglo VII a. C. Comenzó un largo trabajo de reconocimiento a lo largo de toda la isla, verificando la exactitud de las investigaciones de Halbherr, realizando las eventuales correcciones y llevando a cabo ella misma nuevas investigaciones. Continuará a tiempo completo esta labor hasta 1931 y después, obtenida la cátedra de Epigrafía y Antigüedad Griega en la Universidad de Roma "La Sapienza", durante el verano, hasta 1950, año en que terminará de publicar el resultado de veinte años de investigaciones, las Inscriptiones Creticæ, editadas entre 1935 y 1950, hoy juzgadas no solo como una simple recopilación de inscripciones, sino más completamente como un verdadero compendio de la arqueología, de la topografía y de la historia antigua de las ciudades cretenses.
La obra, subdividida en cuatro volúmenes según un criterio geográfico (Creta Central, Creta Occidental, Creta Oriental, Gortina), lleva por título completo Inscriptiones Creticæ, opera et consilio Friderici Halbherr collectæ, curavit Margarita Guarducci y está redactada en latín, como tributo a la tradición de los corpora epigráficos compilados por la Academia de Berlín en el siglo XIX. Los volúmenes llevan los siguientes títulos (se indica también el año de publicación):
1. Tituli Cretæ mediæ præter Gortynios (1935)
2. Tituli Cretæ occidentalis (1939)
3. Tituli Cretæ orientalis (1942)
4. Tituli Gortynii (1950)

Cada volumen está provisto de un amplio aparato bibliográfico dividido en secciones (Archæologica, Epigraphica) y de una introducción que ilustra los aspectos arqueológicos, topográficos e históricos de la zona de la isla tratada. De las inscripciones presentadas se ofrecen fotografías, apógrafos, transcripciones y un amplio comentario.

## LaGran Ley de Gortina
En el cuarto volumen, centrado en la ciudad de Gortina, la estudiosa encara el estudio de la llamada Gran Ley o Gran Inscripción de Gortina (Inscr. Cret., vol. IV, n.72), descubierta por Federico Halbherr en 1884.

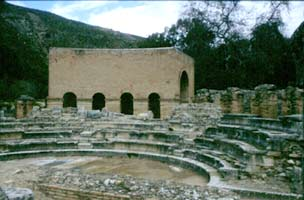
Ruinas del teatro de Gortina.

La inscripción, que forma parte de un edificio usado como teatro, está esculpida sobre un muro cóncavo de unos ocho metros de largo y ciento setenta y cinco centímetros de alto. Está subdividida en doce columnas de escritura bustrofedónica. Es probable que en el lado izquierdo del muro existiesen otras ocho columnas, hoy perdidas. No se trata de un verdadero código legal, sino más bien lo que en latín se llamaría una satura legum, o bien una compilación de leyes dispersas, actualización de leyes antiguas precedentes y leyes nuevas referidas a temas concretos. En el caso de la Gran Ley de Gortina, las leyes inscritas pertenecen en su mayor parte al derecho de familia, salvo algunas referidas a materias económicas.

## LaEpigrafía Greca
Resultado del largo periodo de docencia fue una obra que, aún hoy, constituye un punto de referencia de la didáctica de la epigrafía griega: la Epigrafía Greca (Epigrafía Griega), en cuatro volúmenes, publicada entre 1967 y 1978. Pensada como obra de gran alcance, no se dirige, por expresa voluntad de la autora, solamente a un público de estudiosos de la Antigüedad, sino en general a los estudiantes, a los aficionados y a aquellos que den sus primeros pasos en esta materia que, según Margherita Guarducci, "es una de las más amenas, frescas y divertidas de los estudios clásicos".
La subdivisión en volúmenes de la obra sigue un criterio temático, de la siguiente manera:
1. Caratteri e storia della disciplina. La scrittura greca dalle origini all'età imperiale (Caracteres e historia de la disciplina. La escritura griega de los orígenes a la época imperial), 1967.
2. Epigrafi di carattere pubblico (Epígrafes de carácter público), 1969.
3. Epigrafi di carattere privato (Epígrafes de carácter privado), 1974.
4. Epigrafi sacre, pagane e cristiane (Epígrafes sagrados, paganos y cristianos), 1978.

La obra, redactada en un estilo claro y lineal, junto a las explicaciones teóricas expone también casos concretos, proporcionando al lector una auténtica "pequeña antología" de inscripciones griegas, todas con sus respectivas fotografías, en algunos casos el apógrafo, traducción y comentario individual y, a menudo, indicaciones bibliográficas para cada una de ellas. Al final de cada volumen se encuentra una amplia bibliografía referida al tema tratado.
A causa de la tirada reducida que se hizo, los volúmenes de la Epigrafía Greca se agotaron rápidamente, de modo que Guarducci sintió la necesidad de acometer un quinto volumen que funcionase como compendio de los cuatro precedentes. Vio así la luz L'epigrafía greca dalle origini al tardo imperio (La epigrafía griega de los orígenes al Bajo Imperio), publicado en 1987.

### Obras de Margherita Guarducci
- La cattedra di San Pietro nella scienza e nella fede, Ist. Poligrafico dello Stato, 1982
- La più antica icona di Maria. Un prodigioso vincolo fra Oriente e Occidente, Ist. Poligrafico dello Stato, 1989
- La Tomba di san Pietro. Una straordinaria vicenda, Rusconi Ed., 1989
- San Pietro e Sant'Ippolito: storia di statue famose in Vaticano, Ist. Poligrafico dello Stato, 1991
- Le chiavi sulla pietra. Studi, ricordi e documenti inediti intorno alla tomba di Pietro, Piemme, 1995
- Verità. Meditazioni, esperienze, documenti in tempi antichi e recenti, Ist. Poligrafico dello Stato, 1995
- Le reliquie di Pietro in Vaticano, Ist. Poligrafico dello Stato, 1995
- Epigrafía greca, Ist. Poligrafico dello Stato, 1995
- La tomba di san Pietro. Una straordinaria vicenda, Bompiani, 2000
- L'epigrafía greca dalle origini al tardo impero, Ist. Poligrafico dello Stato, 2005

### Libros sobre Margherita Guarducci
- Giovanna Bandini, Lettere dall'Egeo: archeologhe italiane tra 1900 e 1950, 2003
- M. L. Lazzarini, Margherita Guarducci e Creta, Accademia Nazionale dei Lincei, 2005